# Молочанський провулок
Молоча́нський прову́лок — провулок у Дарницькому районі м. Києва, місцевість Червоний хутір. Пролягає від Харківського шосе до Ташкентської вулиці.

## Історія
Виник у середині ХХ століття під назвою 234-а Нова́ ву́лиця. Сучасна назва — з 1953 року, на честь міста Молочанськ Запорізької області.